# Adenomyose
Adenomyose er en medicinsk tilstand karakteriseret ved vækst af celler, der prolifererer på indersiden af livmoderen ( endometrium ), atypisk placeret blandt cellerne i livmodervæggen (myometrium), som følge heraf opstår der en fortykkelse af livmoderen. Ud over at være malplaceret hos patienter med denne tilstand er endometrievæv fuldstændigt funktionelt. Vævet bliver tykkere, fælder og bløder under hver menstruationscyklus. 
Tilstanden findes typisk hos kvinder mellem 35 og 50 år, men rammer også yngre kvinder. Patienter med adenomyose viser ofte smertefulde menstruationer (dysmenoré), voldsom menstruation (menorragi) eller begge dele. Andre mulige symptomer er smerter under samleje, kroniske bækkensmerter og irritation af urinblæren. 
Ved adenomyose trænger basal endometrium ind i hyperplastiske myometriske fibre. I modsætning til det funktionelle lag gennemgår basallaget ikke typiske cykliske ændringer med menstruationscyklussen. Adenomyose kan involvere livmoderen fokalt, hvilket skaber et adenomyom. Ved diffus involvering bliver livmoderen omfangsrig og tungere.
Adenomyose kan findes sammen med endometriose; det adskiller sig ved, at patienter med endometriose præsenterer endometrielignende væv, der ligger helt uden for livmoderen. Ved endometriose ligner vævet, men ikke det samme som endometriet. De to tilstande findes i mange tilfælde sammen, men forekommer dog ofte hver for sig. Før den blev anerkendt som en særskilt tilstand, blev adenomyose kaldt endometriosis interna. Det mindre almindeligt anvendte udtryk adenomyometritis er et mere specifikt navn for tilstanden, der angiver involvering af livmoderen. Adenomyose er en gynækologisk tilstand, mens endometriose er en kronisk, inflammatorisk sygdom der påvirker hele kroppen.

## Symptomer
Da mange patienter med adenomyose også lider af endometriose, er det svært at adskille symptomerne. Typisk vil man have kraftige blødninger ved menstruation, blødninger uden forklaring og infertilitet. Patienternes oplevelser med adenomyose er ikke ens. Det vil sige nogle har alle ovennævnte symptomer, mens andre har ingen.
Under menstruation udstødes livmoderslimhinden, men nogle oplever kraftige blødninger (>80 ml). Nogle teorier for dette er at man har et øget område af endometriet som skyldes adenomyose, mens andre mener at blodkarrene, som normalt kommer gennem myometriet for at forsyne endometriet med blod, kan ikke kontrolleres af musklerne omkring dem, og dermed pumper blodet direkte ind i livmoderen, hvilket resulterer i unormalt øget blødning.
Symptomer (dvs. kraftige blødninger og smerter) og den anslåede procentdel af berørte kan omfatte:
- Kraftig menstruationsblødning (40-60%), som er mere almindelig hos kvinder med dybere adenomyose. Blodtab kan være betydeligt nok til at forårsage anæmi med tilhørende symptomer på træthed, svimmelhed og humør
- Unormal uterinblødning
- Kroniske bækkensmerter
- Smertefuld kramper menstruation
- Smertefuldt vaginalt samleje
- En 'bærende' følelse
- Tryk på blæren
- Slæbende fornemmelse ned af lår og ben

Kliniske tegn på adenomyose kan omfatte:
- Livmoderforstørrelse, som igen kan føre til symptomer på bækkenfylde.
- Øm livmoder
- Infertilitet eller subfertilitet

## Årsager
Årsagen til adenomyose er ukendt, selvom den har været forbundet med enhver form for livmodertraume, der kan bryde barrieren mellem endometrium og myometrium, kendt som overgangszonen, såsom et kejsersnit, kirurgisk graviditetsafbrydelse og enhver graviditet. Det kan forbindes med endometriose , men undersøgelser, der undersøger ligheder og forskelle mellem disse to tilstande, har modstridende resultater.
Patogenesen af adenomyose er stadig uklar, men funktionen af det indre myometrium menes at spille en stor rolle i udviklingen af adenomyose. ke niveauer, sandsynlig.

## Diagnose

### Billeddannelse
Adenomyose kan variere meget i omfanget og placeringen af dens invasion i livmoderen. Som følge heraf er der ingen etablerede patognomoniske træk, der muliggør en endelig diagnose af adenomyose gennem ikke-invasiv billeddannelse . Ikke desto mindre kan ikke-invasive billeddannelsesteknikker såsom transvaginal ultralyd (TVUS) og magnetisk resonansbilleddannelse (MRI) begge bruges til kraftigt at foreslå diagnosticering af adenomyose, vejlede behandlingsmuligheder og overvåge respons på behandling. TVUS og MR er faktisk de eneste to praktiske midler, der er tilgængelige til at etablere en præ-kirurgisk diagnose.

#### Transvaginal ultralyd
Transvaginal ultralyd er en billig og let tilgængelig billeddiagnostisk test, der typisk bruges tidligt under evalueringen af gynækologiske symptomer. Ultralydsbilleddannelse, ligesom MR, bruger ikke stråling og er sikker til undersøgelse af bækkenet og kvindelige reproduktive organer. Samlet set anslås det, at transvaginal ultralyd har en sensitivitet på 79 % og specificitet på 85 % til påvisning af adenomyose.
Almindelige transvaginale ultralydsfund hos patienter med adenomyose omfatter følgende:
- kugleformet, forstørret og/eller asymmetrisk livmoder
- unormalt tæt eller særligt varieret tæthed i myometriet
- myometriske cyster - lommer af væske i den glatte muskel i livmoderen
- lineær, akustisk skygge uden tilstedeværelse af et uterusfibroid
- ekkogene lineære striber - lyse linjer eller striber
- for-/bagvægsasymmetri
- diffus spredning af små kar i myometrium

Mindre almindelige fund:
- Mangel på kontur abnormitet
- Fravær af masseeffekt
- Dårligt definerede marginer mellem et normalt og unormalt myometrium

Power Doppler- eller Doppler-ultralydsfunktionen kan bruges under transvaginal ultralyd for at hjælpe med at differentiere adenomyomer fra uterine fibromer . Dette skyldes, at livmoderfibromer typisk har blodkar, der kredser om fibroidens kapsel. I modsætning hertil er adenomyomer karakteriseret ved udbredte blodkar i læsionen. Doppler ultrasonografi tjener også til at differentiere den statiske væske i myometriske cyster fra strømmende blod i kar.
Forbindelseszonen (JZ), eller en lille distinkt hormonafhængig region ved endometrie-myometrie-grænsefladen, kan vurderes ved tredimensionel transvaginal ultralyd (3D TVUS) og MRI. Egenskaber ved adenomyose er forstyrrelse, fortykkelse, udvidelse eller invasion af forbindelseszonen.

#### MR scanning
Magnetisk resonansbilleddannelse (MRI) giver en lidt bedre diagnostisk evne sammenlignet med TVUS på grund af MR's øgede evne til objektivt at skelne mellem forskellige typer blødt væv. Dette er muligt med MR's højere rumlige og kontrastopløsning. Samlet set vurderes det, at MR har en sensitivitet på 74 % og specificitet på 91 % til påvisning af adenomyose. Diagnose gennem MR fokuserer overvejende på undersøgelse af forbindelseszonen. Livmoderen vil have en fortykket junctional zone med mørkere/formindsket signal på både T1 og T2 vægtede sekvenser.
Tre objektive mål for junctional zone kan bruges til at diagnosticere adenomyose.
1. En tykkelse af forbindelseszonen større end 8-12 mm. Mindre end 8 mm er normalt.
2. En junctional zonebredde, der er større end 40% af myometriets bredde.
3. Variation i bredden af forbindelseszonen er større end 5 mm.

Forskudt inden for det fortykkede, mørkere signal i forbindelseszonen vil man ofte se foci af hyperintensitet (lyse pletter) på de T2 vægtede scanninger, der repræsenterer små cystisk dilaterede kirtler eller mere akutte steder med mikroblødning.
MR er begrænset af andre faktorer, men ikke af forkalkede uterusfibromer (som ultralyd). Især MR er bedre i stand til at differentiere adenomyose fra flere små uterine fibromer.

## Behandling
Adenomyose kan kun helbredes endeligt med kirurgisk fjernelse af livmoderen.

### Medicin
- NSAID'er: Ikke-steroide antiinflammatoriske lægemidler, såsom ibuprofen og naproxen, bruges almindeligvis sammen med andre behandlinger til smertelindring.

#### Hormoner og hormonmodulatorer
- Levonorgestrel-frigivende intrauterine anordninger eller hormonspiraler, såsom Mirena, er en effektiv behandling af adenomyose. De reducerer symptomer ved at forårsage decidualisering af endometriet, reducere eller eliminere menstruationsflow. Derudover, ved at hjælpe med at nedregulere østrogenreceptorer, krymper hormonspiraler klyngene af endometrievæv i myometriet. Dette fører til nedsat menstruationsblodgennemstrømning, hjælper livmoderen til at trække sig mere ordentligt sammen og hjælper med at reducere menstruationssmerterne. Brugen af hormonspiral hos patienter med adenomyose har vist sig at reducere menstruationsblødninger, forbedre anæmi og jernniveauer, reducere smerter og endda resultere i en forbedring af adenomyose med en mindre livmoder ved medicinsk billeddannelse. [6][9] I det mindste på kort sigt resulterer patienter, der kan tolerere hormonspiral til behandling af adenomyose, i tilsvarende forbedring af symptomer og bedre livskvalitet og socialt velvære sammenlignet med kvinder, der gennemgår en hysterektomi. [6] Hormonelle spiraler er særligt velegnede til personer, der har behov for effektiv behandling af deres adenomyose, mens de stadig bevarer fremtidigt fertilitetspotentiale. Den mest almindelige negative bivirkning af hormonspiral er uregelmæssig menstruationsblødning eller pletblødning.[6]
- Orale præventionsmidler reducere menstruationssmerter og blødninger forbundet med adenomyose. Dette kan kræve at tage kontinuerlig hormonbehandling for at reducere eller eliminere menstruationsflowet. Orale præventionsmidler kan endda føre til kortvarig regression af adenomyose.
- Progesteron eller Progestiner : Progesteron modvirker østrogen og hæmmer væksten af endometrievæv. Sådan terapi kan reducere eller eliminere menstruation på en kontrolleret og reversibel måde. Progestiner er kemiske varianter af naturligt progesteron.
- Gonadotropin-releasing hormon (GnRH) agonister og danazol er blevet forsøgt for at lindre adenomyose-relaterede symptomer og vise en vis effekt, men undersøgelserne er få, hovedsageligt med et retrospektivt studiedesign og har små stikprøvestørrelser. Langtidsbrug af GnRH-analoger er ofte forbundet med kraftige bivirkninger, tab af knogletæthed og øget risiko for kardiovaskulære hændelser og er derfor ikke mulig for unge kvinder. Desuden er alle nuværende behandlingsmuligheder irrelevante muligheder for kvinder, der forsøger at blive gravide. Eksogene progestogene behandlinger har vist sig at være ineffektive. I IVF-indstillinger kan lang nedregulering før IVF have en positiv effekt på graviditetsraterne.

### Kirurgi
I store træk er kirurgisk behandling af adenomyose opdelt i to kategorier: livmoderbesparende og ikke-livmoderbesparende procedurer. Livmoderbesparende procedurer er kirurgiske operationer, der ikke omfatter kirurgisk fjernelse af livmoderen. Nogle livmoderbesparende procedurer har fordelen ved at forbedre fertiliteten eller bevare evnen til at fortsætte en graviditet. I modsætning hertil forværrer nogle livmoderbesparende procedurer fertiliteten eller resulterer endda i fuldstændig sterilitet. Virkningen af hver procedure på en kvindes fertilitet er af særlig bekymring og styrer typisk udvælgelsen. Ikke-livmoderbesparende procedurer omfatter per definition kirurgisk fjernelse af livmoderen, og de vil følgelig alle resultere i fuldstændig sterilitet.